# القطشة
قرية القطشة هي إحدى القرى التابعة لمركز المنزلة في محافظة الدقهلية في جمهورية مصر العربية. حسب إحصاءات سنة 2006، بلغ إجمالي السكان في القطشة 1866 نسمة، منهم 917 رجل و949 امرأة.